# Un ghem de minciuni
Un ghem de minciuni (în engleză Body of Lies) este un film american de spionaj regizat de Ridley Scott, în rolurile principale aflăndu-se Leonardo DiCaprio, Russell Crowe și Mark Strong.

## Distribuție
- Leonardo DiCaprio: Roger Ferris
- Russell Crowe: Ed Hoffman
- Mark Strong: Hani Salaam
- Golshifteh Farahani: Aisha
- Oscar Isaac: Bassam